# Liste des évêques de Nicotera
Cette liste recense les évêques qui se sont succédé sur le siège du diocèse de Nicotera puis les évêques de Nicotera et Tropea à partir de 1818 qui est devenu diocèse de Mileto-Nicotera-Tropea en 1986.

## Évêque de Nicotera
- Proculo (596-599)
- Sergio (mentionné en 787)
- Cesareo (? -902)
  - Siège supprimé
- Pellegrino (1173-1179)
- Tancredi (? -1304)
  - Siège supprimé
- Giacomo d'Ursa da Sant'Angelo, O.S.A (1392-1405)
- Pietro (? - vers 1415)
- Clemente da Napoli, O.Carm (1415-1423)
- Floridato Surpando (1423- ?)
- Giovanni (1444- ?)
- Francesco de Branca (1452-1479)
  - Pietro Balbo (1462-1465) nommé évêque de Tropea
- Nicolò Guidiccioni (1479-1487)
- Antonio Lucidi (1487-1490) nommé évêque de Nicastro
- Arduino Pantaleoni (1490-1517)
- Giulio Cesare de Gennaro Ier (1517-1528)
  - Pompeo Colonna (1528-1530) administrateur apostolique
- Princisvalle de Gennaro (1530- ?)
- Camillo de Gennaro (1539-1542)
- Giulio Cesare de Gennaro II (1542-1573)
- Leonardo Liparola (1573-1578)
- Luca Antonio Resta (1578-1582) nommé évêque d'Andria
- Ottaviano Capece (1582-1616)
- Carlo Pinti (1616-1644)
- Camillo Baldi (1645-1650)
- Ludovico Centofiorini (1650-1651)
- Ercole Coppola (1651-1658)
- Francesco Cribario (1658-1667)
- Giovanni Biancolella (1667-1669)
- Francesco Arrigua, O.M (1670-1690)
- Bartolomeo Riberi, O.de M (1691-1702)
- Antonio Manso, O.M (1703-1713)
  - Siège vacant (1713-1718)
- Gennaro Mattei, O.M (1718-1725)
- Alberto Gualtieri, O.F.M.Disc (1725-1726)
- Paolo Collia, O.M (1726-1735)
- Francesco de Novellis (1735-1738) nommé évêque de Sarno
- Eustachio Entreri, O.M (1738-1745)
- Francesco Franco (1745-1777)
- Francesco Antonio Attaffi (1777-1784)
  - Siège vacant (1784-1792)
- Giuseppe Vincenzo Marra (1792-1816)
  - Siège vacant (1816-1818)

## Évêques de Nicotera et Tropea
- Giovanni Tomasuolo (1818-1824)
- Nicola Antonio Montiglia (1824-1826)
- Mariano Bianco (1827-1831) nommé archevêque d'Amalfi
- Michele Franchini (1832-1854)
- Filippo de Simone (1855-1889)
- Domenico Taccone-Gallucci (1889-1908)
- Giuseppe Maria Leo (1909-1920) nommé archevêque de Trani et Barletta
- Felice Cribellati (1921-1952)
- Agostino Saba (1953-1961) nommé archevêque de Sassari
- Giuseppe Bonfiglioli (1961-1963) nommé archevêque coadjuteur de Syracuse
  - Siège vacant (1963-1973)
- Vincenzo De Chiara (1973-1979)
- Domenico Tarcisio Cortese, O.F.M (1979-1986) nommé évêque de Mileto-Nicotera-Tropea.

## Sources
- « Diocese of Mileto-Nicotera-Tropea », sur www.catholic-hierarchy.org